# Ahmad Sandżar

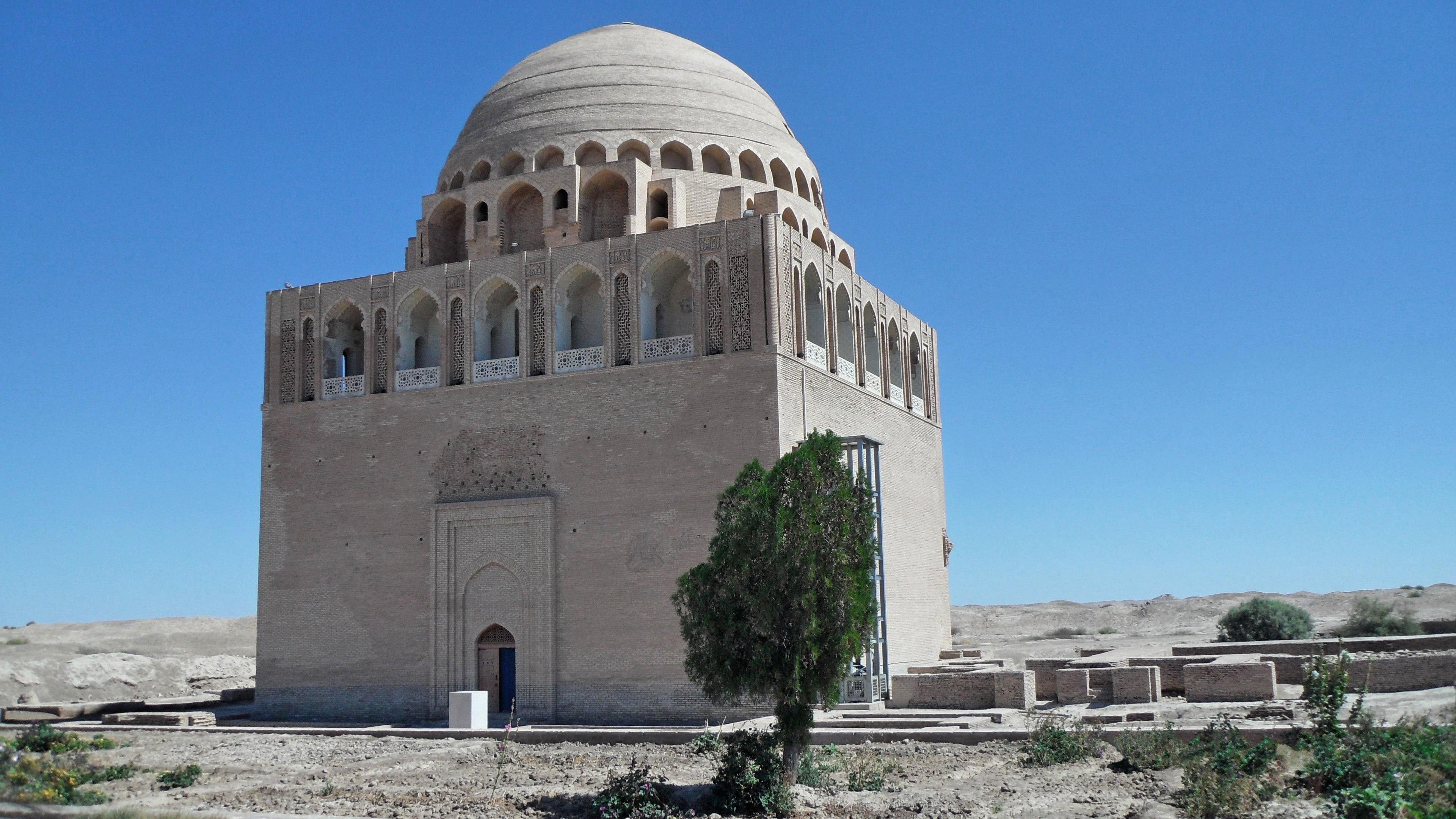
Mauzoleum Ahmada Sandżara w Merwie

Ahmad Sandżar, (pełne imię: Azod-ad-Doule Abol Haris Ahmad Sandżar-e Malekszah) (ur. w listopadzie 1084 albo 1086 - zm. 1157 w Merwie) – sułtan z dynastii Wielkich Seldżuków, panujący od roku 1118 aż do śmierci.
Był bratem Mohammada Tapara (1105 - 1118) oraz przyrodnim bratem najstarszego syna Malekszaha (1072 – 1092), Berk-Jaruka (1092 – 1104). W roku 1097 Berk-Jaruk mianował go namiestnikiem Chorasanu z tytułem "maleka". Sprawując to namiestnictwo popierał Mohammada Tapara przeciwko Berk-Jarukowi. Po tym jak Mohammad został sułtanem nadal zarządzał Chorasanem, prowadząc na wschodzie niezależną politykę. W roku 1102 udało mu się wprowadzić na tron Karachanidów swojego protegowanego, Muhammada Arslan-chana (1102–1130), zaś po jego śmierci zapewnił władzę jego synowi Mahmudowi (ok. 1132–1141). Uzależnił od siebie także Ghaznawidów, kiedy w roku 1117 zdobył Ghaznę (dzis. Ghazni) i osadził na tronie Bahramszaha (1117-1157), który musiał płacić mu trybut.
Kiedy w roku 1118 Mohammad Tapar zmarł, Sandżar nie uznał zwierzchnictwa jego syna Mahmuda (1118–1131) i w roku 1119 pokonał go w pobliżu Sawe. Zadowolił się jednak uznaniem przez niego jego tytułu "Najwyższego Sułtana" ("as-Sultan al-Mu'azzam") i odebraniem mu Mazandaranu, Ghumesu i Reju. Sandżar ponownie interweniował w sprawy potomków Mohammada po śmierci Mahmuda w roku 1131, doprowadzając do objęcia władzy w Iraku Perskim przez swojego protegowanego Toghrila (1132 - 1134). Kiedy ten zmarł Sandżar porozumiał się z jego bratem i następcą Masudem (1135 - 1152). W roku 1138 Sandżar musiał walczyć z buntem swojego wasala, chorezmszaha Atsyza (1127–1156) i chociaż udało mu się go pokonać i zająć Chorezm, opór miejscowej ludności sprawił, że musiał przywrócić mu jego władztwo. W tym momencie w Azji Środkowej pojawili się Kara Kitajowie, którzy zostali wezwani przeciwko Karachanidom przez zbuntowanych Karłuków. O pomoc przeciwko Kara Kitajom poprosił Sandżara Mahmud-chan, w roku 1141 sułtan i jego wasal ponieśli jednak z ich ręki druzgocącą klęskę w bitwie na równinie Katwańskiej. Sytuację tę natychmiast wykorzystał Atsyz, który ponownie podniósł bunt i zajął stolicę Sandżara, Merw. Już w roku 1142 został z niej jednak przepędzony, a w następnym oblężony w swojej stolicy musiał zwrócić Sandżarowi jego skarb. Kolejny bunt Atsyza Sandżar musiał stłumić w latach 1147–1148.
Wzrastający ucisk podatkowy w wyczerpanym wojnami państwie Sandżara sprawił, że w roku 1153 bunt przeciwko sułtanowi podnieśli koczowniczy Oguzowie. Pokonali oni jego armię, a jego samego wzięli do niewoli. Początkowo był on traktowany przez nich z szacunkiem, potem jednak doznał w niewoli wielu upokorzeń i głodu. W tym czasie Oguzowie straszliwie spustoszyli Chorasan, zaś pozbawiona przywództwa armia Sandżara postanowiła przekazać władzę w ręce Mahmud-chana, któremu jednak nie udało się zapanować nad panującą w kraju anarchią. W roku 1156 Sandżar uciekł z niewoli, jednak już rok później zmarł, na łożu śmierci ustanawiając Mahmud-chana swoim następcą.